# Metschnikowiaceae
Famille
Les Metschnikowiaceae sont une famille de champignons de l’ordre des Saccharomycetales.
Elle a été nommée d'après le biologiste russe Leopold Metschnikow.

## Description
Les espèces de cette famille sont généralement unicellulaires et produisent des spores par bourgeonnement. Elles sont le plus souvent hétérothalliques, nécessitant deux souches compatibles pour la reproduction sexuée. Le développement sexuel se termine généralement par la formation d'un ascus (un sac de spores) qui contient typiquement un à quatre ascospores.

## Habitat et distribution
Les Metschnikowiaceae sont des champignons cosmopolites qui se trouvent dans divers environnements, notamment les sols, l'eau et les plantes. Certaines espèces sont connues pour être des agents de fermentation, tandis que d'autres sont pathogènes pour les insectes et d'autres animaux.

## Genres
La famille Metschnikowiaceae comprend plusieurs genres, dont :
- Clavispora
- Metschnikowia

genres autrefois placés ici
- Candida
- Yarrowia